# Xavier Eluère
Xavier Marie Louis Antoine Eluère, plus communément appelé Xavier Eluère, né le 8 septembre 1897 à Issé (Loire-Inférieure) et mort le 5 février 1967 au sanatorium de Saint-Privat (Dordogne), est un boxeur français.

## Biographie

### Famille
Xavier Eluère est le fils d'Anselme Eluère et de Marie de Brégeot. Son oncle Louis Eluère est président du Stade nantais université club de 1909 à 1919 et son cousin Alfred Eluère est un joueur international français de rugby à XV.

### Carrière

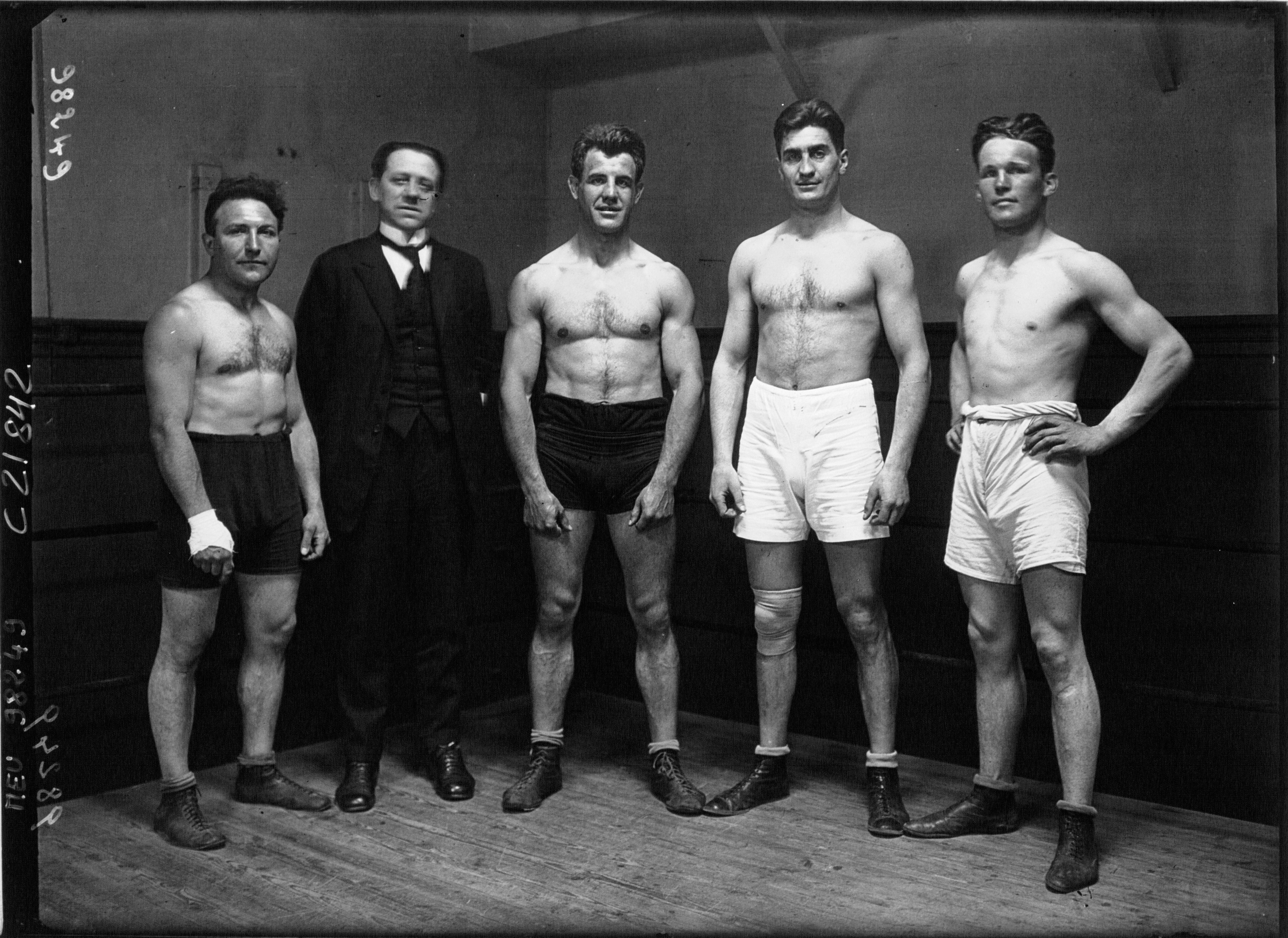
Xavier Eluère (2e à droite)

Xavier Eluère pratique au Stade nantais université club le rugby, la boxe, l'aviron et l'athlétisme, où il se distingue dans le lancer du disque. 
Il est champion de France en catégorie poids lourds en 1920, ce qui le qualifie pour les Jeux olympiques d'été de 1920 à Anvers. Il remporte lors de cette épreuve la médaille de bronze en n'étant battu qu'en demi-finale par le britannique Ronald Rawson,.
Il est à nouveau champion de France en 1921.

#### Parcours auxJeux olympiques
Jeux olympiques d'été de 1920 à Anvers (poids lourds) :
- Bat Mariano Barbaresi (en) (Italie)
- Bat Sigurd Hoel (Norvège)
- Perd contre Ronald Rawson (Grande-Bretagne)
- Bat pour la médaille de bronze William Spengler (en) (États-Unis)